# Derek S. Pugh
Derek Salman Pugh (* 31. August 1930 in London; † 29. Januar 2015) war ein britischer Psychologe, Organisationsforscher, Hochschullehrer, Consultant und Autor.

## Leben
Bis zu seiner Pensionierung im Jahre 2000 war Pugh Professor für International Management an der Open University, Großbritannien (ab 1983). Zuvor lehrte er an der Universität von Edinburgh (1953–1957), Universität von Birmingham (1957–60), Aston (1960–1967) und der London Business School (1968–1969). Zusätzlich hielt er Gastprofessuren in Frankreich, Deutschland, Israel und Italien. Seine akademische Ausbildung erhielt Pugh an der University of Edinburgh (MA 1953, MSc 1956) und University of Aston (DSc 1973).
Pugh war Autor oder Koautor von 15 Büchern einschließlich der ersten drei Bände des Aston Research Programme.
Im Rahmen seiner Tätigkeiten war Pugh ein einflussreicher Autor und Forscher für die Organisationsentwicklung (OE). Neben seiner Wirkung in der Aston-Gruppe entwickelte er die Pugh-Matrix, ein häufig verwendetes Werkzeug in der OE.
Pugh zu Ehren verleiht Open University seit 1995 jährlich dem besten Studenten im OUBS Certificate Program den Professor-Derek-Pugh-Preis.